# Szőllős Henrik
Szőllős Henrik, 1902-ig Steiner (Bernece, 1886. március 2. – Budapest, 1945. január 13.) orvos, urológus-sebész.

## Élete
Steiner Lipót és Weiner Berta gyermekeként született. Az V. Kerületi Magyar Királyi Állami Bólyai Főreáliskolában érettségizett, majd 1906-tól a Budapesti Tudományegyetem Orvostudományi Karának hallgatója volt. 1911 októberétől több évig a Tudományegyetem I. számú Sebészeti Klinikájának díjtalan műtőnövendékeként tevékenykedett. Tanulmányai végeztével a Szent Rókus Kórház urológiai-sebészeti osztályán kapott állást. Az első világháborúban ezredorvosként szolgált és megkapta a Vöröskereszt II. osztályú díszjelvényét a hadiékítménnyel. 1915 februárjától 1916 márciusáig a szatmárnémeti megfigyelőállomás vezető orvosa és sebésze volt.
A Tanácsköztársaság idején megbízták az összes fővárosi kórházak központi vezetésével. 1919-ben az első orvosszakszervezet titkárának választották. A kommün bukása után letartóztatták izgatás vádjával és két évi börtönre ítélték. A következő év május 28-án tartott rendkívüli közgyűlésen a Budapesti Királyi Orvosegyesület kizárta az egyesületből a kommunizmus alatti szerepvállalása miatt. 1921 áprilisában újból megkezdte rendelését. 1930 januárjában elnökletével alakult meg a szociáldemokrata párt orvoscsoportja. 1945. január 13-án az V. kerületi Szemere utca 3. szám alatt gránátsérülés következtében vesztette életét.
Felesége Marton Márta művészettörténész volt, Marton József és Fuchs Amália lánya, akit 1923. december 18-án Budapesten, az Erzsébetvárosban vett nőül. Elváltak.

## Művei
- Gonorrhoeás mellékheregyuladás eseteiben arthigonnal elért eredmények (Orvosi Hetilap, 1914, 52.)
- A szatmárnémeti megfigyelő állomás (Szatmárnémeti, 1916)
- Hogyan alakultak át Dührin Jenő úr óta a tudományok? (Budapest, 1927)
- A Föld és az élet születése (Budapest, 1934)
- Az ember és világa (1941, Budapest, 2. javított és bővített kiadás: Budapest, 1945)